# Brocket
Brocket – miasto w Stanach Zjednoczonych, w stanie Dakota Północna, w hrabstwie Ramsey.